# コードー県
コードー県（コードーけん、ベトナム語：Huyện Cờ Đỏ / 縣旗赭）は、ベトナム社会主義共和国のカントー市に存在する区 (郡)。面積は319.81 km²、人口は116,576人（2020年）である。

## 行政
コードー県は1市鎮9社を管轄している。
- コードー市鎮（Cờ Đỏ / 旗赭）
- ドンヒエップ社（Đông Hiệp / 東合）
- ドンタン社（Đông Thắng / 東勝）
- タインフー社（Thạnh Phú / 盛富）
- トイドン社（Thới Đông / 泰東）
- トイフン社（Thới Hưng / 泰興）
- トイスアン社（Thới Xuân / 泰春）
- チュンアン社（Trung An / 中安）
- チュンフン社（Trung Hưng / 中興）
- チュンタイン社（Trung Thạnh / 中盛）